# Fernando Cônsul

Fernando Cônsul Fernandes, né le 3 mai 1938 à Rio de Janeiro, est un ancien footballeur international brésilien. Il évoluait au poste d'attaquant.

## Biographie
Fernando Cônsul commence sa carrière au Madureira Esporte Clube, dans sa ville natale, où il joue de 1958 à 1962, puis rejoint l'America. Sélectionné avec le Brésil pour la Copa América 1963, il dispute trois matchs et inscrit un but.
En 1966, il part en France et signe à l'US Valenciennes-Anzin. Il reste deux saisons, disputant respectivement 38 matchs et marquant 6 buts. En 1969 il est de retour au Brésil, au Ferroviário AC.

## Statistiques
En championnat
- 1966-1967 :  US Valenciennes-Anzin (18 matchs, 3 buts)
- 1967-1968 :  US Valenciennes-Anzin (20 matchs, 3 buts)